# Aalterpoort

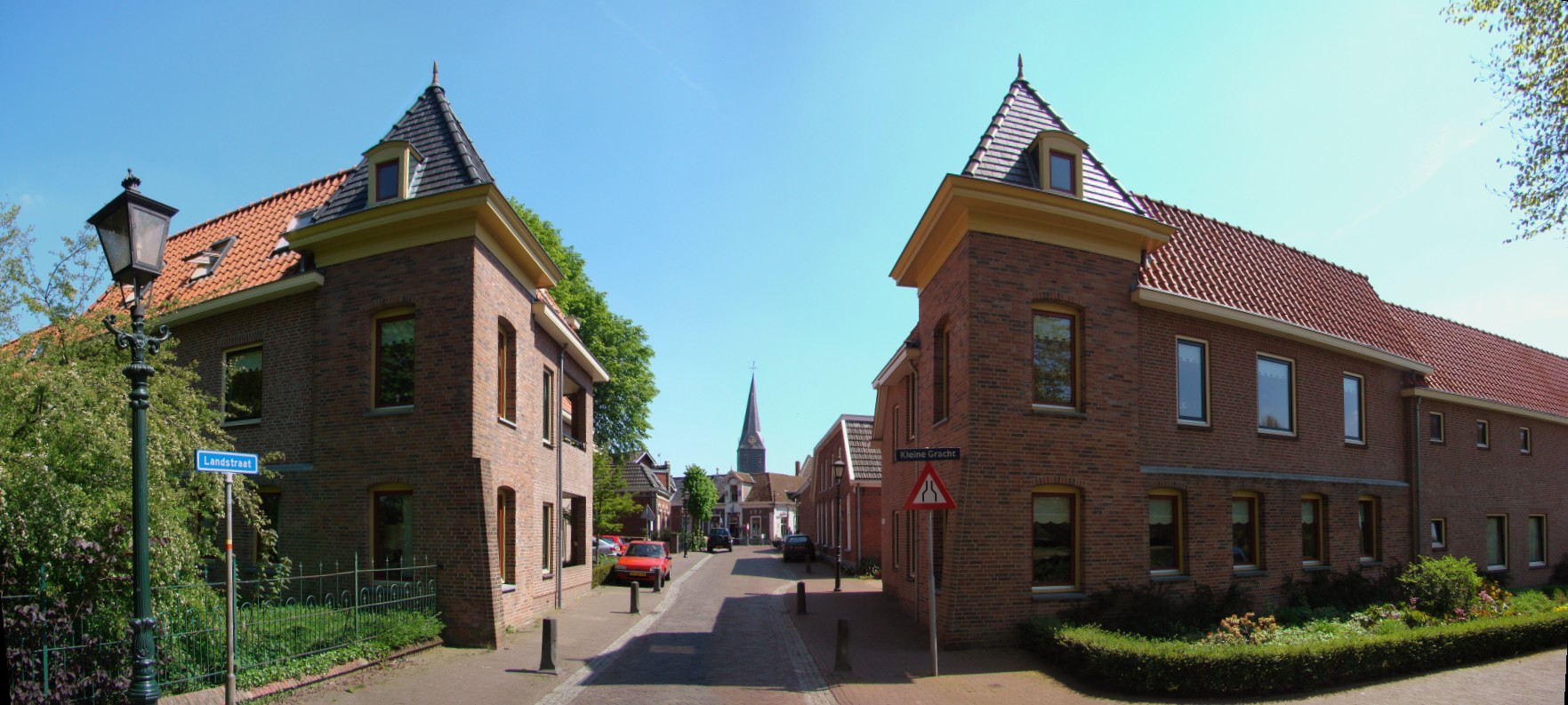
Aalterpoort

De Aalterpoort staat aan de westzijde van Bredevoort en is de derde stadspoort op deze locatie. In het gebouw is een restant verwerkt van de 17e-eeuwse poort die deel heeft uitgemaakt van de vestingwerken van Bredevoort.

## Geschiedenis

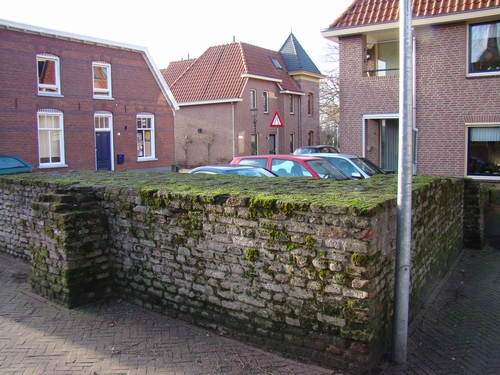
Restanten 17e-eeuwse poort

Het is niet bekend wanneer hier de eerste poort werd gebouwd. Op rekeningen uit het jaar 1500 blijkt dat er dat jaar onderhoudswerkzaamheden aan de poorten werden uitgevoerd. Op een kaart van Jacob van Deventer uit 1560 is zichtbaar een zware toren met een rondeel of barbacane daarvoor. Op belegeringkaarten (vanaf 1597) staat de stadspoort afgebeeld met ophaalbrug. De poort is geflankeerd door twee torens voorzien van torenspitsen. Voor deze poort ligt een halve maan. Het is bekend dat Maarten van Rossum tussen 1545 en 1555 verbeteringen heeft laten uitvoeren mogelijk is ook het poortgebouw verbouwd. Deze middeleeuwse poort wordt dan uiteindelijk in 1606 gesloopt, kort na het ontzet door Frederik Hendrik dat jaar. Vanaf die tijd krijgt Bredevoort vestingwerken volgens de nieuwste inzichten van die tijd en daarmee een nieuwe poort. Het is een gemetselde poort in de stadswal gelegen. De halve maan wordt vervangen door een groter ravelijn. Na het invoeren van de vestingwet wordt deze door inwoners afgebroken om onderhoudskosten te besparen. De brug wordt vervangen door een dijk. De huidige poort is in 1998 gebouwd op de locatie van de voormalige stadspoort, waarbij een restant van de oude stadspoort in het plan is verwerkt.
Aalterpoort · Misterpoort · Onversaegt · Orange · Ossenkop · Treurniet · Stoltenborg · Vreesniet · Welgemoed · Grote Gracht · Kleine Gracht